# Flexatone
Il flexatone (anche conosciuto come flex-a-tone) è un moderno strumento musicale a percussione, appartenente alla classe degli idiofoni. È formato da una sottile lamina metallica sospesa su di un telaietto che termina con un manico. Ai due lati della lamina sono collocati due batacchi di legno, sospesi su due sostegni flessibili. Il suonatore tiene il flexatone in una mano con il palmo appoggiato alla cornice metallica e il pollice che tocca il lato libero della lamina metallica. Il suonatore scuote lo strumento in modo che i batacchi colpiscano la lamina, a seconda della curvatura fatta assumere alla lamina dalla pressione del pollice, il musicista può ottenere un suono più o meno alto, si ottiene anche un effetto di vibrato. Una tecnica alternativa è quella di smontare i due batacchi e colpire la lamina usando una bacchetta metallica (ad es. quella che si usa per il triangolo).
L'effetto può essere comico o inquietante a seconda della partitura.

## Storia e utilizzo
Il flexatone venne inventato in Gran Bretagna, e lì usato nel 1922. Nel 1924 il 'Flex-a-tone' venne brevettato anche negli USA dalla Playatone Company di New York.
È spesso utilizzato nella musica funk, ed occasionalmente, nel pop per ottenere effetti speciali: si sente diverse volte nell'album Sweetnighter dei Weather Report.  Viene anche utilizzato, a volte, nelle colonne sonore di film o cartoni animati per rappresentare fenomeni paranormali.
È stato invece usato assai di rado nella musica classica; Arnold Schönberg l'ha impiegato nelle sue Variations for Orchestra e nella sua opera incompiuta Mosè ed Aronne. Inoltre, Aram Chačaturjan lo utilizzò nel Concerto per pianoforte e orchestra (anche se spesso, oggigiorno, il flexatone, viene omesso nell'esecuzione). È stato anche usato in Jonny spielt auf di Ernst Křenek, e nella Sinfonia n. 1 di Erwin Schulhoff. Nel Cantico del sole di Sofia Gubaidulina il violoncellista suona un flexatone, verso la metà del pezzo.  Dmítrij Šostakóvič fa un uso importante del flexatone, nella sua opera Il Naso, per caratterizzare l'insegnante nichilista in Lady Macbeth di Mtsensk, e nella suite Assassinii ipotetici, opera che però è rappresentata molto di rado.  Alfred Schnittke lo usa nel movimento del tango della morte della Faust Cantata, nel Tuba Mirum del suo Requiem, nel Concerto per Viola, e nelle musiche per il balletto Peer Gynt, dove il flexatone rappresenta il gemito del vento. György Ligeti lo ha usato in parecchi dei suoi lavori, come nel secondo movimento del concerto per piano e nell'opera Le Grand Macabre. Peter Maxwell-Davies lo usa nel terzo movimento della sua Sinfonia n. 1.
Viene anche usato per la colonna di alcuni videogiochi, di cui un esempio è la saga di Yo-Kai Watch, dove viene utilizzato anche nella colonna sonora dell'anime tratto da esso.